# Rififi am Karfreitag
 Rififi am Karfreitag  (The Long Good Friday) ist ein britischer Gangsterfilm von John Mackenzie aus dem Jahre 1980. Er wurde bereits 1979 fertiggestellt, kam aber erst am 3. November 1980 beim London Film Festival zur Uraufführung. Das British Film Institute wählte ihn auf Platz 21 der besten britischen Filme. Auf der Liste der 100 besten britischen Filme, die das Magazin Empire 2016 veröffentlichte, rangierte er auf Platz 19.

## Handlung
Ein Mann, Colin, liefert Geld an einen unbekannten Empfänger in Belfast, unterschlägt aber einen kleinen Teil des Geldes für sich. Als die Empfänger in einem Bauernhaus das Geld zählen, werden sie von uniformierten Bewaffneten angegriffen. Kurz darauf wird Phil, der Fahrer der Lieferung, entführt und getötet. Später wird der Geldbote Colin in einem Londoner Schwimmbad ermordet.
Harold Shand, ein Londoner Gangster, strebt danach, als seriöser Bauunternehmer durchzustarten und versucht, eine Partnerschaft mit Charlie, einem amerikanischen Mafioso, mit dem Plan einzugehen, die Londoner Docklands zusammen mit dem örtlichen Bauchef, Stadtrat Harris, neu zu entwickeln und dort ein Olympiastadion zu errichten. Shands Welt wird plötzlich durch den Mord an Colin, seinem besten Freund, sowie eine Reihe von Bombenanschlägen erschüttert. Shand und seine Handlanger versuchen nun, die Identität der Angreifer aufzudecken, bevor ihm die Investoren abspringen, indem sie korrupte Polizisten, Informanten und andere Kriminelle bedrohen. Shands Frau Victoria vermutet, dass Shands rechte Hand Jeff durchaus weiß, wer hinter den Anschlägen steckt.
Jeff gesteht schließlich, dass er unter dem Druck von Stadtrat Harris die Gangmitglieder Colin und Phil nach Belfast schickte, um im Namen von Harris Geld an die IRA zu liefern. Er erklärt, dass noch in derselben Nacht drei Top-Männer der IRA getötet wurden. Shand erkennt, dass die IRA offenbar zu dem Schluss kam, dass er sie an die Sicherheitskräfte verkauft und das fehlende Geld selbst eingesteckt hat, so dass sie nun Rache nimmt. Er ersticht Jeff mit einer zerborstenen Flasche und schwört, die Terrororganisation zu zerstören.
Nachdem er Harris zur Rede stellte, arrangiert Shand ein Treffen mit der Londoner IRA-Führung auf deren Stock Car-Bahn. Er bietet ihnen zum Schein 60.000 Pfund für einen Waffenstillstand, lässt aber die beiden Iren und Harris erschießen, während sie das Geld zählen. Shand glaubt nun, dass seine Feinde tot und die Probleme gelöst seien, und fährt zum Savoy Hotel, um Charlie und seinem Assistenten Tony triumphierend davon zu berichten. Er muss aber feststellen, dass die Amerikaner abreisen wollen mit dem Argument, dass sie das Gemetzel erschreckt habe. Als Antwort auf ihre spöttischen Bemerkungen über Großbritannien beschimpft Shand sie für ihre Arroganz, zieht über die kulturlosen USA her und bezeichnet sie als Feiglinge.
Shand verlässt das Hotel und steigt in sein Auto, um festzustellen, dass es von IRA-Attentätern übernommen wurde. Er sieht, wie Victoria ebenfalls entführt wird. Während das Auto zu einem unbekannten Ziel rast, denkt Shand über sein Schicksal nach.

## Titel
Der englische Originaltitel bedeutet wörtlich übersetzt „Der lange Karfreitag“, obwohl die Handlung nur teilweise an einem Karfreitag spielt und sich über mehrere Tage hinzieht. Der deutsche Titel bezieht sich auf den französischen Krimiklassiker „Rififi“ aus dem Jahr 1955 und verwendet das Wort rififi aus dem französischen Argot im Sinne von „Krawall“. 

## Auszeichnungen
Bob Hoskins wurde für einen Preis der Britischen Filmakademie als bester Hauptdarsteller nominiert und erhielt einen Evening Standard British Film Award.

## Rezeption
Auf dem Portal Rotten Tomatoes wird der Film auf der Grundlage von 29 Rezensionen zu 97 % positiv bewertet. Das Heyne-Film-Lexikon urteilt, der Film sei ein „Packender Thriller“ und bewertet ihn mit vier von fünf möglichen Sternen. Das Lexikon des internationalen Films ist weniger überzeugt und schreibt, der Film sei „[n]icht ganz schlüssig in der Schilderung politischer und krimineller Verstrickungen und auch auf formaler Ebene nur streckenweise überzeugend.“